# Liste der ruandischen Botschafter in den Vereinigten Staaten

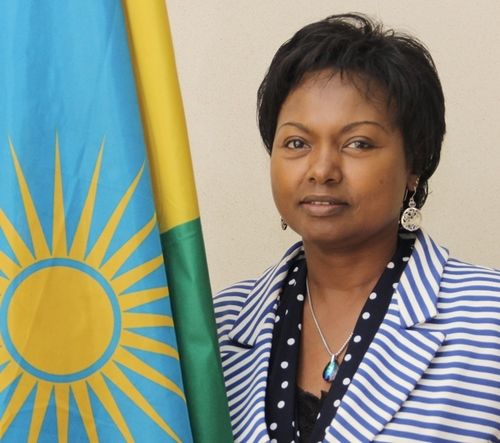
Mathilde Mukantabana – seit 2013 Botschafterin der Republik Ruanda in den Vereinigten Staaten

Der ruandische Botschafter in Washington, D.C. ist der offizielle Vertreter der Regierung Ruandas bei der Regierung der Vereinigten Staaten.

## Botschafter
| Ernannt       | Akkreditiert  | Name                  | Bemerkungen | ernannt von         | akkreditiert bei  | Posten verlassen |
| ------------- | ------------- | --------------------- | ----------- | ------------------- | ----------------- | ---------------- |
| 5. Feb. 1963  | 14. Feb. 1963 | Lazare Mpakaniye      |             | Grégoire Kayibanda  | Lyndon B. Johnson |                  |
| 31. März 1964 | 6. Mai 1964   | Celestin Kabanda      |             | Grégoire Kayibanda  | Lyndon B. Johnson |                  |
| 29. Aug. 1969 | 2. Okt. 1969  | Fidele Nkundabagenzi  |             | Grégoire Kayibanda  | Richard Nixon     |                  |
| 12. März 1974 | 13. März 1974 | Joseph Nizeyimana     |             | Juvénal Habyarimana | Gerald Ford       |                  |
| 1. Sep. 1976  | 18. Nov. 1976 | Bonaventure Ubalijoro |             | Juvénal Habyarimana | Gerald Ford       |                  |
| 2. Nov. 1982  | 22. Nov. 1982 | Simon Insonere        |             | Juvénal Habyarimana | Ronald Reagan     |                  |
| 5. Okt. 1987  | 20. Okt. 1987 | Aloys Uwimana         |             | Juvénal Habyarimana | Ronald Reagan     |                  |
| 16. März 1996 | 30. Apr. 1996 | Theogene Rudshingwa   |             | Pasteur Bizimungu   | Bill Clinton      |                  |
| 18. Mai 1999  | 10. Aug. 1999 | Richard Sezibera      |             | Pasteur Bizimungu   | Bill Clinton      |                  |
| 18. Apr. 2003 | 8. Mai 2003   | Zac Nsenga            |             | Paul Kagame         | George W. Bush    |                  |
| 18. Mai 2007  | 25. Juli 2007 | James Kimonyo         |             | Paul Kagame         | George W. Bush    |                  |
| 5. Juli 2013  | 18. Juli 2013 | Mathilde Mukantabana  |             | Paul Kagame         | Barack Obama      |                  |

Quelle